# 634
634 (DCXXXIV) fue un año común comenzado en sábado del calendario juliano, en vigor en aquella fecha.

## Acontecimientos
- Los árabes derrotan en Adinadeyn al emperador bizantino Heraclio. Ocupan Palestina y Damasco.
- Omar sucede a Abu Bakr como califa del Islam.
- Oswaldo de Bernicia derrota a Cadwallon ap Cadfan de Gwynedd en la Batalla de Heavenfield y unifica Northumbria.

## Nacimientos
- Clodoveo II, rey de los francos.

## Fallecimientos
- 23 de agosto: Abu Bakr, primer califa.
- Suintila, rey de los visigodos.